# Санжари
Санжари —  селище в Україні, у Люботинській громаді Харківського району Харківської області. Населення становить 1122 осіб. Колишній орган місцевого самоврядування — Манченківська селищна рада.

## Географія
Селище Санжари знаходиться між селищем Травневе і селом Нестеренки, розташованими на автомобільній дорозі М03 (E40). До селища примикає село Коваленки (Люботинська міськрада), на відстані до 1,5 км розташовані селище Барчани та смт Манченки.

## Історія
1750 - дата заснування села Санжари.
1967 - присвоєно статус селища.

## Населення

### Мова
Розподіл населення за рідною мовою за даними перепису 2001 року:
| Мова            | Кількість | Відсоток |
| --------------- | --------- | -------- |
| українська      | 980       | 87.34%   |
| російська       | 130       | 11.59%   |
| вірменська      | 10        | 0.89%    |
| білоруська      | 1         | 0.09%    |
| інші/не вказали | 1         | 0.09%    |
| Усього          | 1122      | 100%     |